# Hrabstwo Washington (Tennessee)
Hrabstwo Washington (ang. Washington County) – hrabstwo w stanie Tennessee w Stanach Zjednoczonych. Obszar całkowity hrabstwa obejmuje powierzchnię 329,8 mil² (854,18 km²). Według szacunków United States Census Bureau w roku 2009 miało 120 598 mieszkańców.
Hrabstwo powstało w 1777 roku. 

## Miasta
- Jonesborough
- Johnson City[4]

## CDP
- Fall Branch
- Gray
- Oak Grove
- Spurgeon
- Telford[4]

| Populacja hrabstwa w poprzednich latach | Populacja hrabstwa w poprzednich latach |
| Rok                                     | Liczba ludności                         |
| --------------------------------------- | --------------------------------------- |
| 1980                                    | 88 743                                  |
| 1990                                    | 92 315                                  |
| 2000                                    | 107 198                                 |
| 2005                                    | 112 507                                 |